# Daniel Coleman DeJarnette

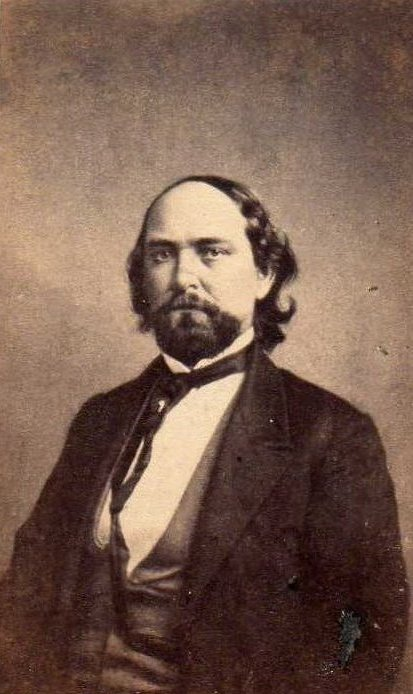
Daniel Coleman DeJarnette

Daniel Coleman DeJarnette (* 18. Oktober 1822 bei Bowling Green, Caroline County, Virginia; † 20. August 1881 in White Sulphur Springs, West Virginia) war ein US-amerikanischer Politiker. Zwischen 1859 und 1861 vertrat er den Bundesstaat Virginia im US-Repräsentantenhaus.

## Werdegang
Daniel DeJarnette wurde auf dem Anwesen Spring Grove Manor im Caroline County geboren. Er genoss zunächst eine private Schulausbildung und besuchte danach das Bethany College im heutigen West Virginia. In den folgenden Jahren betätigte er sich in der Landwirtschaft. Gleichzeitig schlug er eine politische Laufbahn ein. Zwischen 1853 und 1858 saß er im Abgeordnetenhaus von Virginia.
Bei den Kongresswahlen des Jahres 1860 wurde DeJarnette als unabhängiger Kandidat im dritten Wahlbezirk von Virginia in das US-Repräsentantenhaus in Washington, D.C. gewählt, wo er am 4. März 1859 die Nachfolge von John Caskie antrat. Er wurde im Jahr 1860 zwar bestätigt, trat sein Mandat am 4. März 1861 wegen der Abspaltung seines Staates aber nicht mehr an. Seine Zeit als Abgeordneter war von den Ereignissen im unmittelbaren Vorfeld des Bürgerkrieges bestimmt.
DeJarnette schloss sich der Konföderation an und war zwischen 1862 und 1865 Abgeordneter in deren Kongress. Im Jahr 1871 fungierte er als Vermittler in einem Grenzstreit zwischen den Staaten Virginia und Maryland. Er starb am 20. August 1881 in White Sulphur Springs.